# Langues sama-bajaw
Les langues sama-bajaw (ou langues samalanes) sont un groupe de langues de la branche malayo-polynésienne des langues austronésiennes.

## Situation géographique
Les langues sama-bajaw sont parlées par les Bajau, un des groupes de populations connues sous le nom de « nomades de la mer ». De ce fait, elles sont répandues sur un vaste territoire s'étendant du Sud de Luçon, où est parlé l'abaknon, jusqu'au Timor occidental. Le cœur du peuplement bajau se situe sur l'archipel de Sulu et sur la côte Nord-Est de Bornéo, ainsi qu'au Minahasa.

## Classification
Pour certains linguistes, ces langues sont peut-être apparentées aux différents groupes de langues barito, avec lesquelles elles forment les langues grand barito. Pour le linguiste Robert Blust, elles forment une quatrième branche de ce groupe.
Adelaar, qui ne crédite pas l'hypothèse grand barito, classe les langues sama-bajau comme un des groupes qui constituent le malayo-polynésien occidental.
Une méthode phylogénétique Bayésienne appliquée à des données lexicales par Gray, Drummond et Greenhill suggère un rapprochement des langues sama-bajau avec les langues des Philippines, mais le soutien pour ce rapprochement n'est pas très bon.

## Histoire
Blust (2007)estime que le vocabulaire des langues sama-bajaw, permet de localiser leur foyer d'origine, avant leur dispersion, dans le Sud du Sabah. Il émet une hypothèse pour expliquer la répartition actuelle et le nomadisme des Bajau. Selon lui, ces derniers auraient pris part à l'expansion des Malais de la cité-État de Sriwijaya, dans le Sud-Est de Sumatra, au IXe siècle. Cet État aurait utilisé les Bajau pour contrôler la route septentrionale des épices, qui venait des Moluques, en passant par Mindanao et les Sulu. Cette route correspondrait à la répartition actuelle des Bajau. Cette thèse permet aussi d'expliquer la présence d'un fonds ancien de vocabulaire malais dans ces langues.

## Liste des langues
Les langues sama-bajaw sont :
- abaknon
- balangingi sama
- sama central
- pangutaran sama
- sama méridional
- yakan
- mapun
- bajau de la côte occidentale
- bajau indonésien

## Sources
- (en) Adelaar, Alexander, The Austronesian Languages of Asia and Madagascar: A Historical Perspective, The Austronesian Languages of Asia and Madagascar, pp. 1-42, Routledge Language Family Series, Londres, Routledge, 2005,  (ISBN 0-7007-1286-0)
- (en) Akamine, Jun, Sama (Bajau), The Austronesian Languages of Asia and Madagascar, pp. 377-396, Routledge Language Family Series, Londres, Routledge, 2005,  (ISBN 0-7007-1286-0)
- (en) Liao, Hsiu-Chan, A Typology of First Person Dual pronouns and their Reconstructibility in Philippine Languages, Oceanic Linguistics, 47:1, pp. 1-29, 2008.
- (en) Ross, Malcolm, compte rendu de Robert Blust: The Linguistic Position of Sama-Bajaw, dans 10-ICAL historical-comparative papers, (Éd. David Mead), Manille (2007), Oceanic Linguistics, 48:1, pp. 274-286, 2009.